# Nad Tatrou sa blýska
Nad Tatrou sa blýska (Det blixtrar över Tatra) är Slovakiens nationalsång. Texten skrevs av Janko Matúška år 1844. Melodin kommer från folkvisan Kopala studienku.
När Tjeckoslovakien var ett land var Nad Tatrou sa blýska nationalsång tillsammans med Tjeckiens nationalsång Kde domov můj. Då spelades först Kde domov můj direkt följd av första delen av Nad Tatrou sa blýska.